# سعد بن محمد الكبيسي
سعد بن محمد الكبيسي سياسي ودبلوماسي قطري، ولد في الدوحة عام 1951م، عمل سفيراً لدولة قطر في عدد من الدول من أهمها الولايات المتحدة الأمريكية وجمهورية فرنسا، التحق بالعمل في وزارة الخارجية بعد أن أنهى دراسته في الولايات المتحدة الأمريكية عام 1981م، وعمل قبل ذلك في الشرطة وشغل هناك منصب المعاون الشخصي لقائد الشرطة العامة، اكتسب الكبيسي خلال سنوات الخدمة الطويلة في البعثات الدبلوماسية خبرات سياسية متراكمة جعلت منه سياسي محنك فحصل على عدة ترقيات إلى أن وصل درجة سفير.

## المؤهلات العلمية
- بكالوريوس في الاقتصاد من جامعة متشغان المركزية في الولايات المتحدة الامريكية عام 1975م.
- ماجستير علوم سياسية من جامعة متشيغان المركزية عام 1978م.

## الخبرات المهنية
- معاون شخصي لقائد شرطة قطر خلال الفترة 1975-1980م.
- عضو في الوفدال دائم لدولة قطر بالامم المتحدة في نيويورك عام 1981م.
- قائم بالاعمال لسفارة دولة قطر بالجزائر للفترة 1981-1984م.
- نائب رئيس البعثة لسفارة دولة قطر في طوكيو منذ العام 1986 وحتى العام 1989م.
- عمل بديوان عام الوزارة للفترة 1990-1992م.
- أول سفير لدولة قطر لدى الجمهورية التركية منذ العام 1992 ولغاية العام 1996م.
- رئيس وفد دولة قطر ال اللجنة المتعددة للحد من التسلح والأمن الأقليمي خلال الفترة 1992-1997م.
- سفير دولة قطر لدى الولايات المتحدة الامريكية وسفير غير مقيم لدى كل من فنزويلا وتشليلي والمكسيك خلال الفترة 1997-1999م.
- سفير دولة قطر لدى الجمهورية الفرنسية عام 2001م
- سفير دولة قطر لدى روسيا  وسفير غير مقيم لدى كل من أوكرانيا وفنلندا وروسيا البيضاء للفترة 2003-2011م[2]
- سفير دولة قطر لدى جمهورية رومانيا منذ العام 2011م وحتى العام 2016م.[3]
- سفير في ديوان عام الوزارة منذ العام 2016م.[4]